# Az év skót labdarúgója
A skót labdarúgás minden szezonjának végén, az Skót Premier League játékosai közül, megszavazzák az egyesületek játékosai, hogy melyik játékos volt a legjobb labdarúgó az előző szezonban. Ez az Az év skót labdarúgója díj. A díjat először 1978-ban osztották ki.

## Nyertesek listája
| Év   | Játékos                          | Klub              |
| ---- | -------------------------------- | ----------------- |
| 1978 | Derek Johnstone                  | Rangers           |
| 1979 | Paul Hegarty                     | Dundee United     |
| 1980 | Davie Provan                     | Celtic            |
| 1981 | Mark McGhee                      | Aberdeen          |
| 1982 | Sandy Clark                      | Airdrieonians     |
| 1983 | Charlie Nicholas                 | Celtic            |
| 1984 | Willie Miller                    | Aberdeen          |
| 1985 | Jim Duffy                        | Greenock Morton   |
| 1986 | Richard Gough                    | Dundee United     |
| 1987 | Brian McClair                    | Celtic            |
| 1988 | Paul McStay                      | Celtic            |
| 1989 | Theo Snelders                    | Aberdeen          |
| 1990 | Jim Bett                         | Aberdeen          |
| 1991 | Paul Elliott                     | Celtic            |
| 1992 | Ally McCoist                     | Rangers           |
| 1993 | Andy Goram                       | Rangers           |
| 1994 | Mark Hateley                     | Rangers           |
| 1995 | Brian Laudrup                    | Rangers           |
| 1996 | Paul Gascoigne                   | Rangers           |
| 1997 | Paolo di Canio                   | Celtic            |
| 1998 | Jackie McNamara                  | Celtic            |
| 1999 | Henrik Larsson                   | Celtic            |
| 2000 | Mark Viduka                      | Celtic            |
| 2001 | Henrik Larsson                   | Celtic            |
| 2002 | Lorenzo Amoruso                  | Rangers           |
| 2003 | Barry Ferguson                   | Rangers           |
| 2004 | Chris Sutton                     | Celtic            |
| 2005 | Fernando Ricksen és John Hartson | Rangers és Celtic |
| 2006 | Shaun Maloney                    | Celtic            |
| 2007 | Nakamura Sunszuke                | Celtic            |
| 2008 | Aiden McGeady                    | Celtic            |
| 2009 | Scott Brown                      | Celtic            |
| 2010 | Steven Davis                     | Rangers           |
| 2011 | Emilio Izaguirre                 | Celtic            |

### Nyertes klubok
| Klub            | Díjak száma | Legutóbbi nyertesek     |
| --------------- | ----------- | ----------------------- |
| Celtic          | 17          | Emilio Izaguirre (2011) |
| Rangers         | 10          | Steven Davis (2010)     |
| Aberdeen        | 4           | Jim Bett (1990)         |
| Dundee United   | 2           | Richard Gough (1986)    |
| Airdrieonians   | 1           | Sandy Clark (1982)      |
| Greenock Morton | 1           | Jim Duffy (1985)        |